# Artéria tireoídea inferior
A artéria tireoídea inferior (português brasileiro) ou artéria tiroideia inferior (português europeu) é uma artéria do pescoço.
A artéria tireoídea inferior é um ramo do tronco tireocervical, oriundo da artéria subclávia. As porções irrigadas por ela são: tireóide, porção cervical do esôfago e laringe, por exemplo.